# Hermann Obrist

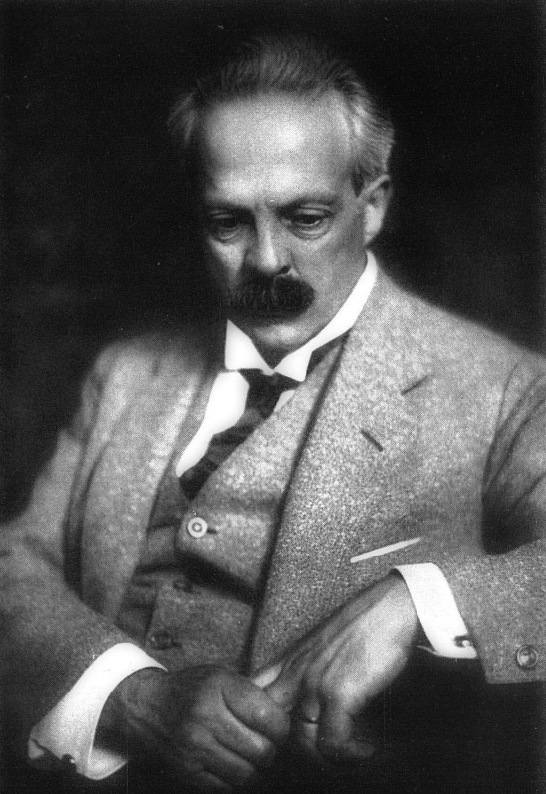
Hermann Obrist

Hermann Obrist (* 23. Mai 1862 in Kilchberg bei Zürich, Schweiz; † 26. Februar 1927 in München) war Zeichner, Entwerfer von Möbeln und Stickereien sowie Bildhauer. Er gilt als einer der Begründer des deutschen Jugendstils.

## Leben

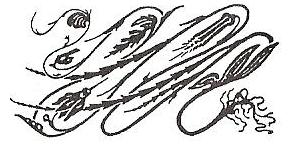
Wandbehang mit Alpenveilchen (Münchner Stadtmuseum)

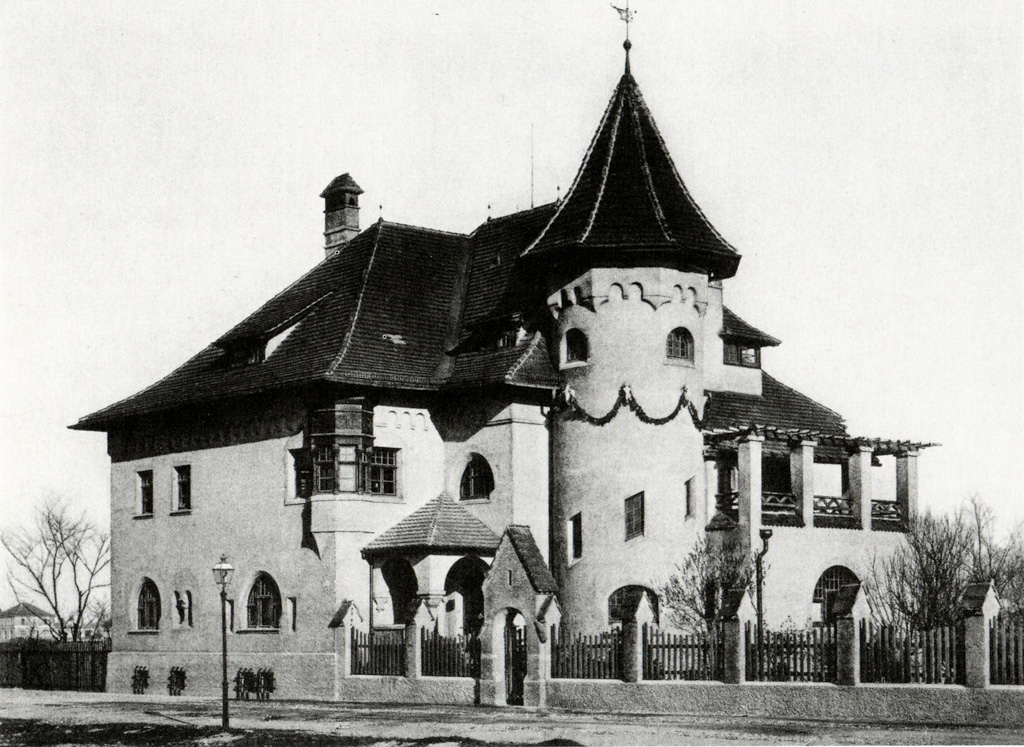
Villa Obrist in München-Schwabing, Karl-Theodor-Straße 48

Obrist wurde als zweites von vier Kindern des Schweizer Arztes Carl Kaspar Obrist und der schottischen Adligen Alice Jane Grant Duff of Eden geboren. Der Dirigent und Musikwissenschaftler Aloys Obrist war sein jüngerer Bruder. 1876 trennten sich die Eltern und Obrist übersiedelte mit seiner Mutter nach Weimar. 1885 begann er ein Studium der Medizin und Naturwissenschaften an der Ruprecht-Karls-Universität Heidelberg, das er jedoch 1887 aufgab.
Auf einer Reise 1887 Reise nach England und Schottland lernte Obrist frühzeitig das Arts and Crafts Movement kennen. Zurückgekehrt lernte er die Herstellung von Keramiken in Jena, was zum Bruch mit der Mutter führte, weil er seine – jüngst wiederentdeckten – Werke ausstellte und verkaufte. Anschließend studierte Obrist an der Kunstgewerbeschule Karlsruhe. 1889 besuchte er die Weltausstellung in Paris und zog im anschließenden Jahr ganz dorthin, um an der Académie Julian Bildhauerei zu studieren. In dieser Zeit lernte er die Werke Auguste Rodins kennen. Erste Porträtbüsten und Wandbrunnen entstanden.
1892 übersiedelte er nach Florenz, wo er als Bildhauer arbeitete. Die Werke sind nur in Fotografien überliefert. In Florenz lernte er auch den US-amerikanischen Kunsthistoriker Bernard Berenson und dessen Lebensgefährtin und spätere Ehefrau, die Kunstkritikerin Mary Smith Costelloe, kennen. Unter der Führung der Gesellschaftsdame seiner Mutter, Berthe Ruchet, gründete er ein Stickereiatelier mit italienischen Kunststickerinnen, das er 1895 mit nach München brachte.

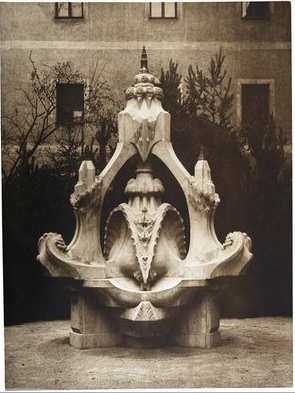
Brunnen, erstmals in Köln aufgestellt, später bei Krupp in Essen

1895 entstand in Schwabing auf dem Grundstück Karl-Theodor-Straße 24 (heute 48) das erste Gebäude des Münchner Jugendstils, die durch August Exter und Alfred Pinagel erbaute Villa Obrist mit Atelier. Ganz nach Hermann Obrists eigenen Entwürfen, ein stattlicher und malerischer Gruppenbau im Burgenstil, mit Rundturm und eigenem Zugang zu den Bahngleisen, perfekt um Hermann Obrist Skulpturen zu transportieren. Richard Riemerschmid entwarf die Innenausstattung der Schlafzimmer, Bernhard Pankok gestaltete das Esszimmer und den Flur. Die Möbel befinden sich inzwischen in Museumssammlungen. Doch nach dem Zweiten Weltkrieg und dem Brand im Jahr 1944, existiert die Villa nur noch in umgebauter Form und umfunktioniert zum Wohnhaus mit Apartments und Büroräumen, nun im Besitz der Familie Mayer, den Nachkommen der Familie des Wandmalers von Hermann Obrist.
Internationale Aufmerksamkeit erlangte Obrist dann mit der Ausstellung seiner Stickereien im Kunstsalon Littauer in München, die seinen Ruf als Exponent des Jugendstils begründete. Im gleichen Jahr zeigte er erstmals einen Grabmalsentwurf bei der Jahresausstellung im Münchner Glaspalast.
1898 gründete er unter anderem mit August Endell, Richard Riemerschmid und Bernhard Pankok die Vereinigten Werkstätten für Kunst im Handwerk, um die Produktion und den Verkauf der neuen Kunstrichtung zu fördern. Im gleichen Jahr heiratete er Marie-Luise Lampe aus Leipzig (1867–1952); 1900 wurde die Tochter Leila (22. Dezember 1947 verschollen) und 1901 die Tochter Amaranth geboren († 1944 beim Versuch das brennende Atelierhaus zu retten).

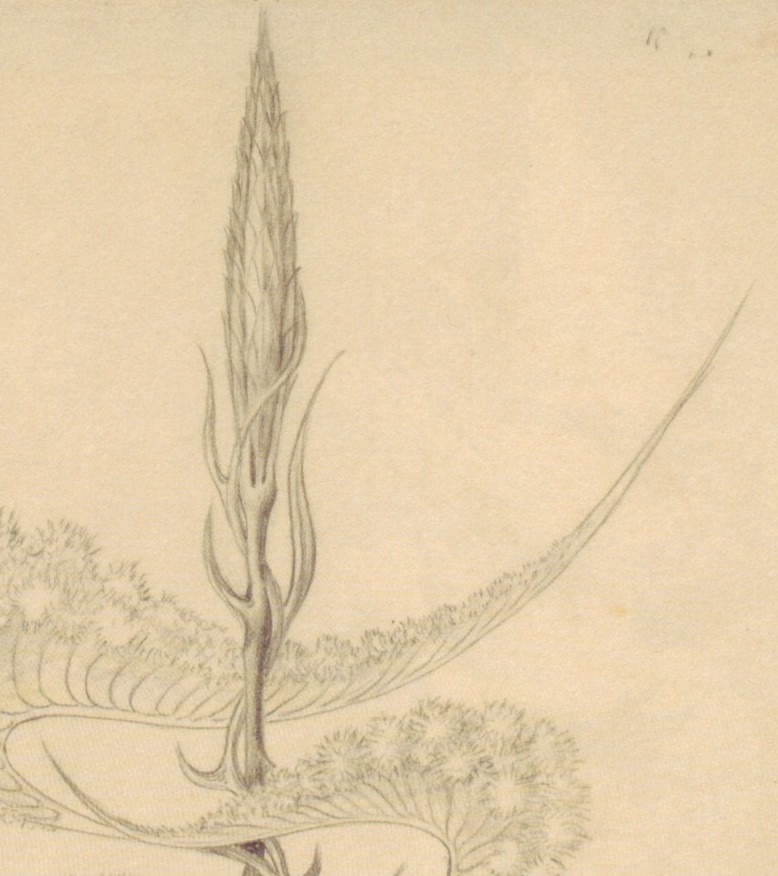
Dorniger Stängel mit Knospe (Detail), Staatliche Graphische Sammlung München

1902 gründete er gemeinsam mit Wilhelm von Debschitz die Lehr- und Versuch-Ateliers für angewandte und freie Kunst, in Fachkreisen noch heute kurz Debschitz-Schule genannt, an der er bis 1904 beteiligt war. Ihr Lehrplan, der die Verbindung von Handwerk und künstlerischer Ausbildung zum Ziel hatte, wird heute als Vorläufer des von Walter Gropius gegründeten Bauhauses angesehen.
Weil er immer schlechter hörte und später taub wurde, zog sich Obrist 1904 aus der Lehre zurück und arbeitete in den folgenden Jahren an seinen Entwürfen für Grabmäler und Brunnen. 1914 lud ihn Henry van de Velde ein, sich an dessen Theatergebäude auf der Kölner Werkbund Ausstellung mit Reliefs und einem freistehenden Brunnen zu beteiligen. Während des Ersten Weltkriegs zog sich Obrist zunehmend ins Privatleben zurück und erkrankte schwer. Die letzte öffentliche Präsentation seiner Werke fand im Rahmen der Ausstellung Unbekannte Architekten des Arbeitsrates für Kunst in der Galerie von I. B. Neumann in Berlin 1919 statt.

## Werk

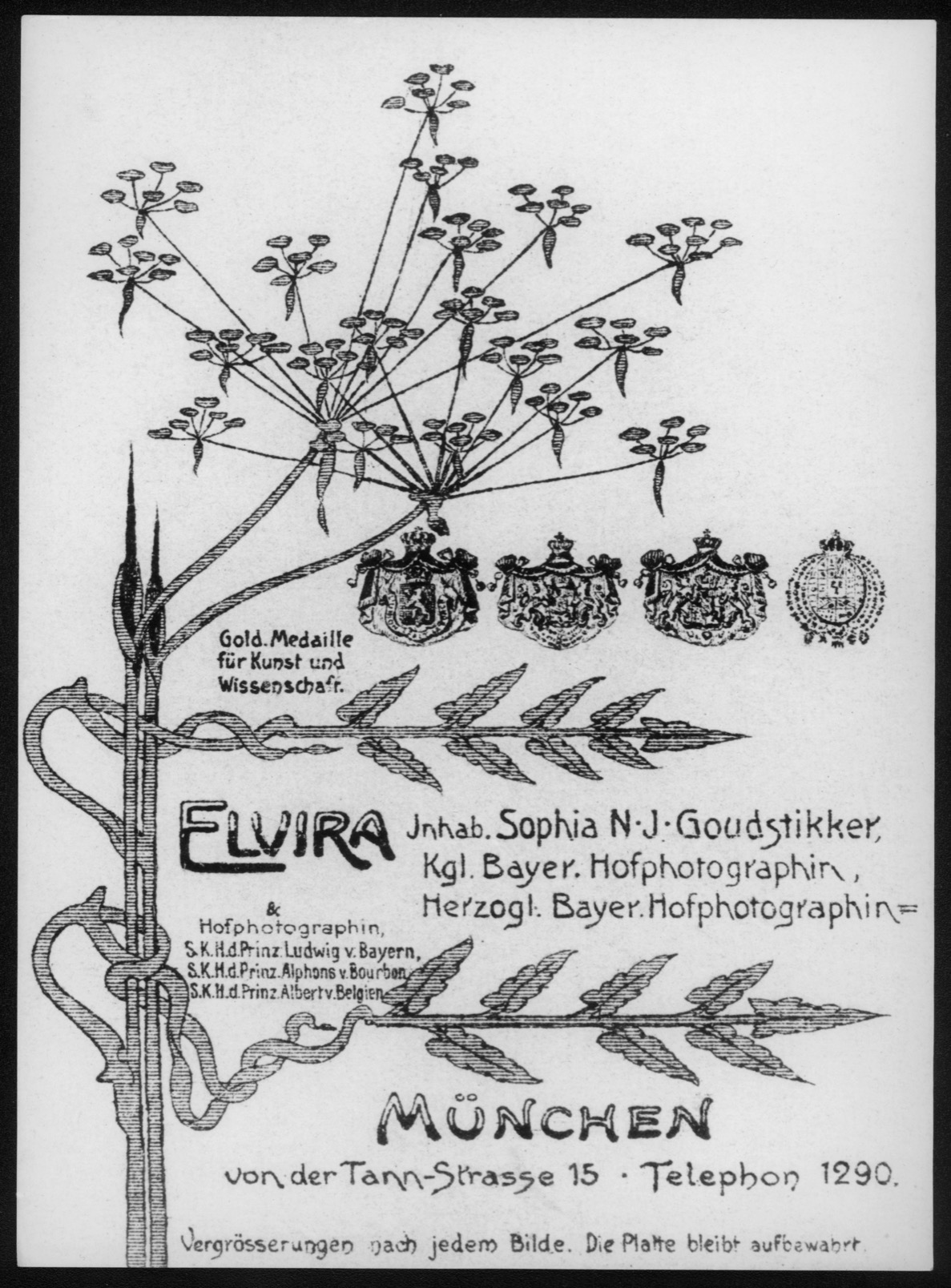
Rückseite einer Fotografie vom Atelier Elvira nach Entwurf von Obrist um 1896

Obrists Werke sind von der intensiven Auseinandersetzung mit der Natur und ihren u. a. von Ernst Haeckel neu entdeckten mikroskopischen Strukturen geprägt. Seine Pflanzenornamente zeichnen sich gleichermaßen durch genaues Naturstudium wie durch eine dynamische Belebung der Form aus. In der Skulptur suchte Obrist ebenfalls völlig neue Formen. Die dekorativen Aufgaben des Grabmals und des Brunnens boten ihm dabei die Möglichkeit, nahezu abstrakte Formen in dieser eigentlich konservativen Kunstgattung zu schaffen, bevor die Abstraktion in Deutschland öffentliche Anerkennung fand. Doch auch Obrist blieb Anerkennung weitgehend verwehrt und sein Werk geriet bis in die 1960er Jahre in Vergessenheit.
Das zeichnerische Werk und ein Teil des schriftlichen Nachlasses befinden sich heute in der Staatlichen Graphischen Sammlung München. Ein wesentlicher Teil der Entwürfe für Brunnen und Grabmale überlebte den Brand des Atelierhauses, da es den Töchtern Obrists gelang, die Werke Anfang der 1940er Jahre der Stadt Zürich zu stiften. Sie werden heute vom Museum für Gestaltung Zürich bewahrt. Stickereien befinden sich ebenda und in der Neuen Sammlung in München sowie im Museum für angewandte Kunst in Wien.

## Auszeichnungen
- 1900 wurde Obrist auf der Weltausstellung in Paris mit einer Goldmedaille für seine Stickereien ausgezeichnet.
- 1904 erhielt er für den Entwurf einer Gürtelschließe auf der Weltausstellung in St. Louis eine Goldmedaille.

## Eigene Schriften
- Neue Möglichkeiten in der bildenden Kunst. (gesammelte Aufsätze und Vorträge) Diederichs, Leipzig 1903.
- Ein glückliches Leben. – erstmals publiziert in: Hermann Obrist. Skulptur / Raum / Abstraktion um 1900. S. 99–143.